# Couvent des bénédictines de Lvov
Le couvent des bénédictines de Lvov (en ukrainien : Костел і монастир бенедиктинок (Львів)), est un groupe de bâtiments religieux situé à Lviv en Ukraine qui est classé.

## Monastère

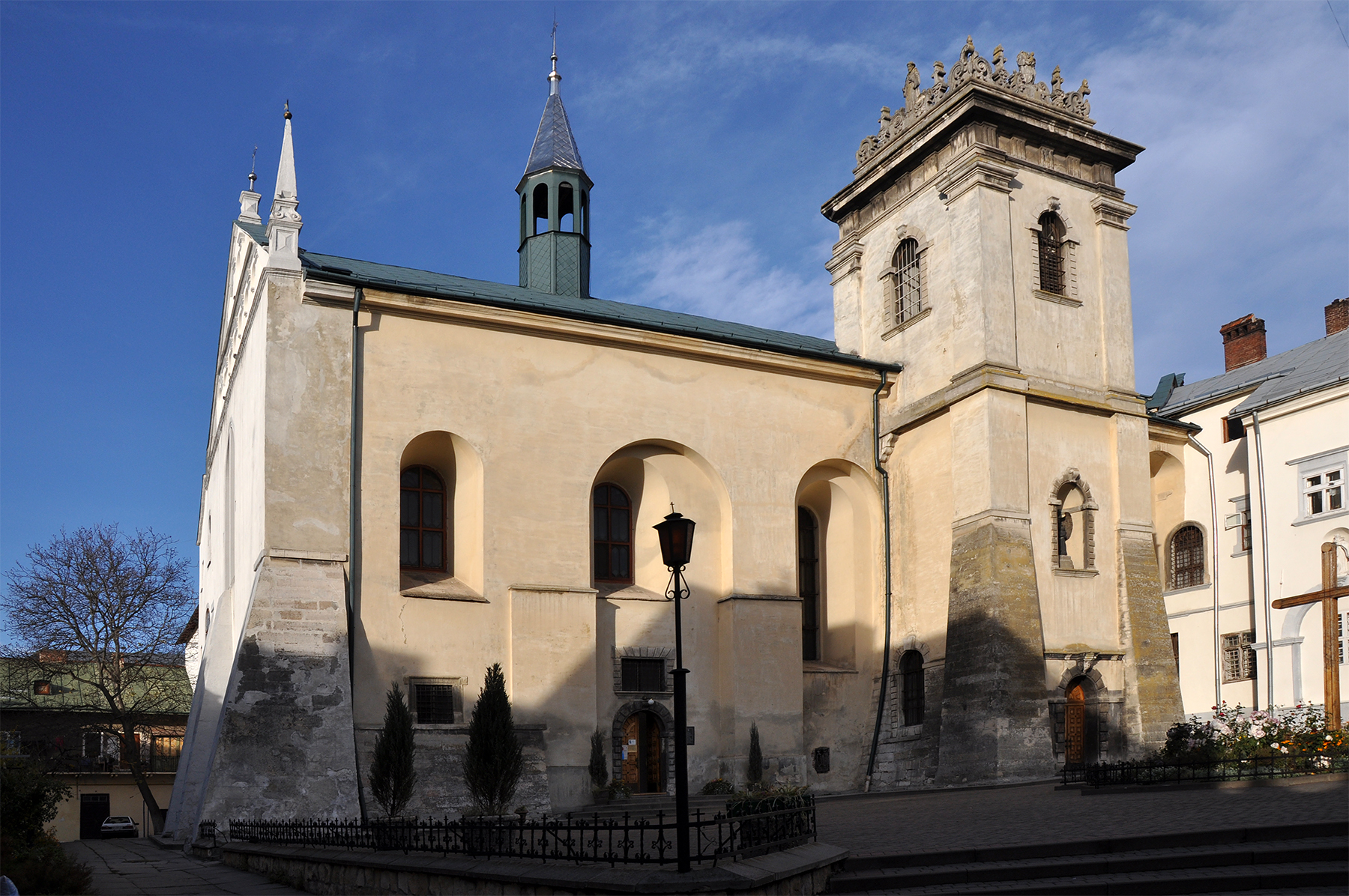
Église de tous les saints classée[2].
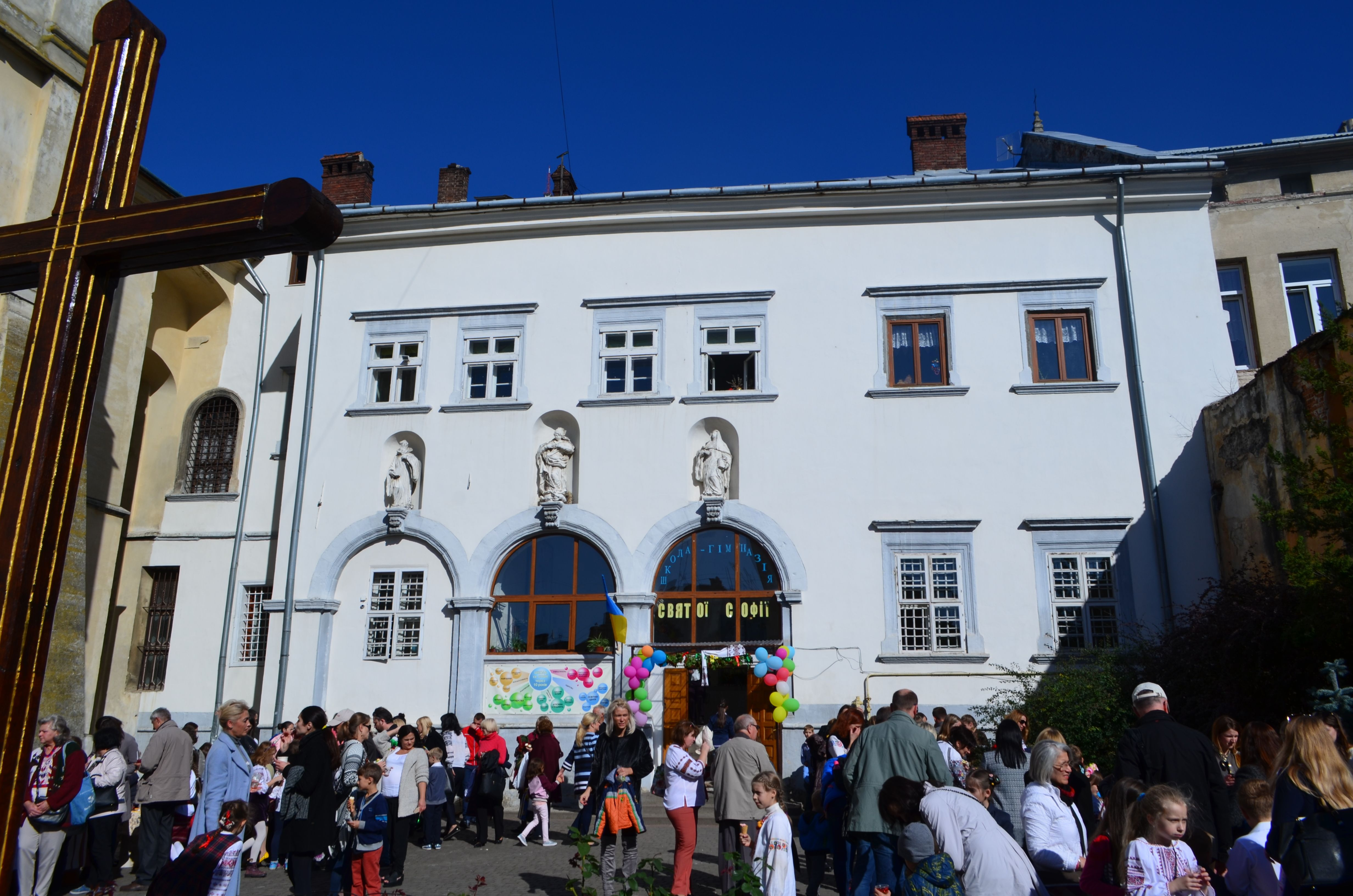
Cellules des moniales classées[3].
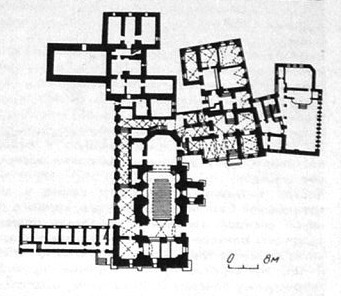
Plan.
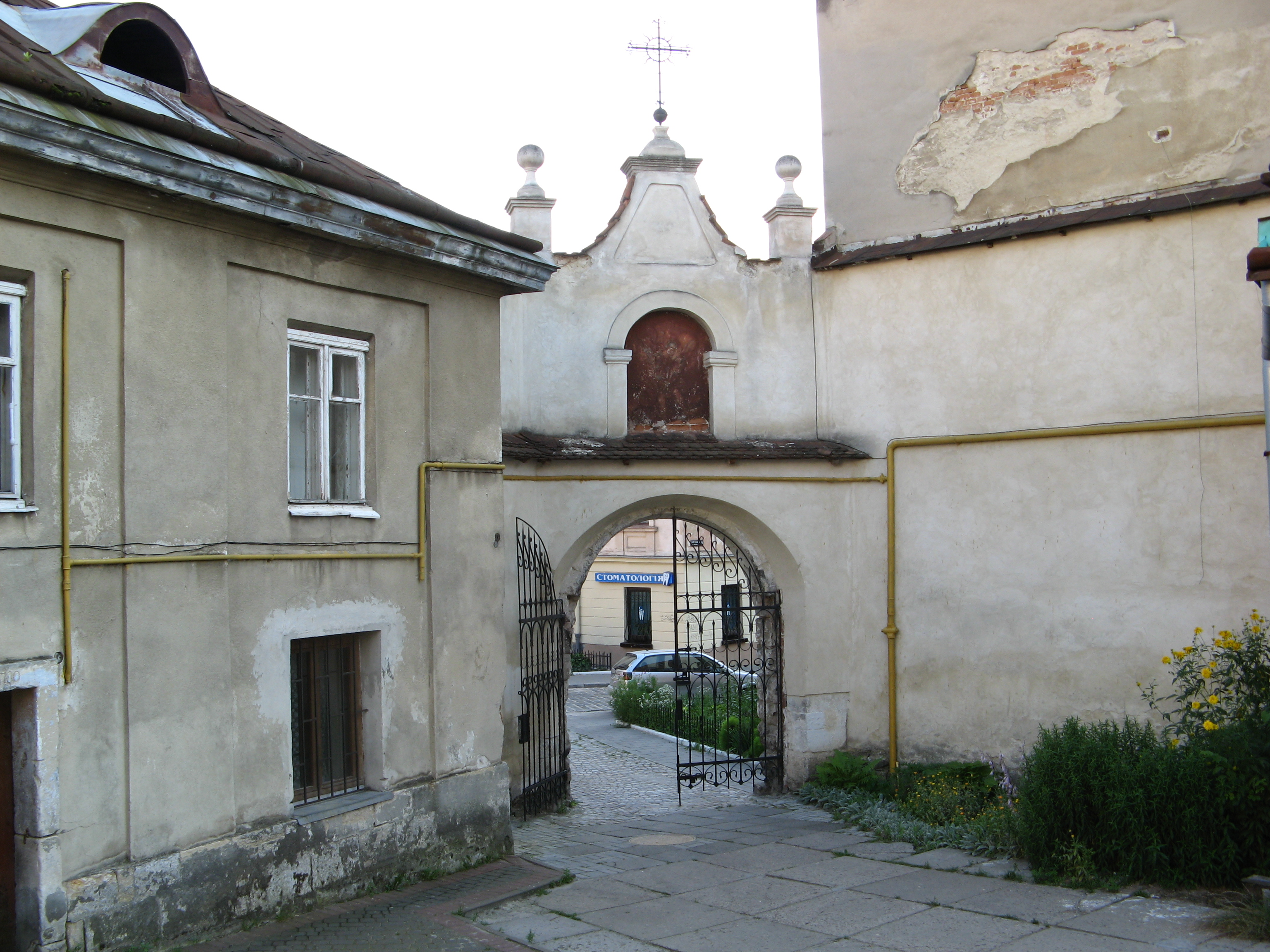
Porche classé[4].
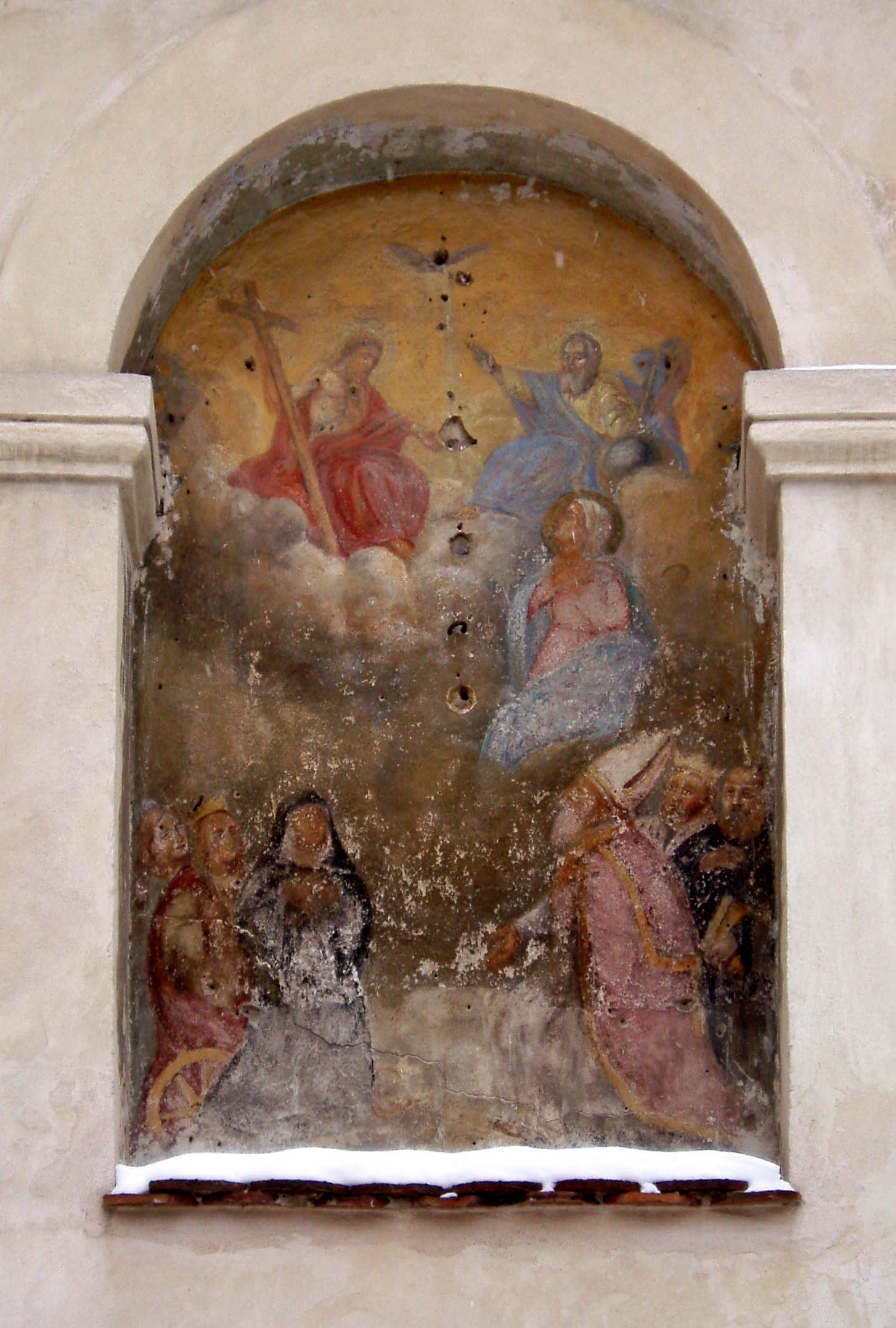
Fresque.
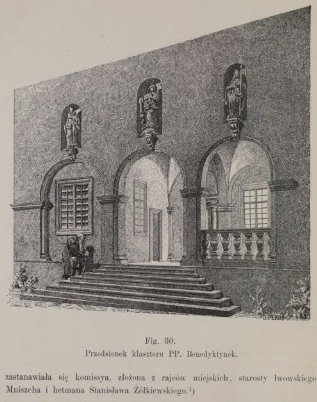
Ancienne façade et escalier.

Il se trouve au 2 place Vitcheva. Il fut bâti en 1595 et abritait la première école pour femmes nobles. Il brûla en 1623 pour être relevé en 1627 par Jean Pokorovitch. Il brula de nouveau en 1748.